# Lampropelma nigerrimum
Lampropelma nigerrimum är en spindelart som beskrevs av Simon 1892. Lampropelma nigerrimum ingår i släktet Lampropelma och familjen fågelspindlar. Inga underarter finns listade i Catalogue of Life.